# Welcome to the Rileys
Welcome to the Rileys es una película independiente del género drama, dirigida por Jake Scott, escrita por Ken Hixon, y protagonizada por Kristen Stewart, James Gandolfini y Melissa Leo. La película se estrenó en el Festival de Cine de Sundance del año 2010.

## Argumento
Desde la muerte de su hija Emily, Doug (James Gandolfini) y Lois Riley (Melissa Leo) se han ido distanciando. Lois lucha con un sentido asfixiante de culpa por la muerte de su hija, mientras que Doug comienza una relación extramarital con Vivian, una camarera. Últimamente, Lois ni siquiera ha sido capaz de reunir el valor para salir, llamando a los peluqueros a su casa con el fin de mantener las apariencias y de comunicarse con pocas personas a excepción de su hermana Harriet y el pastor local. Después de la muerte de Vivian, Doug viaja a Nueva Orleáns por negocios y visita un club de estriptis, y allí se da cuenta de que ha llegado a una encrucijada peligrosa en la vida.
Rechaza la oferta de un baile privado de una estríper de 16 años de edad, Mallory (Kristen Stewart), Doug decide acompañar a la chica a su casa y hacerle una propuesta muy inusual: Mallory le permitirá permanecer en su destartalada casa el tiempo suficiente para arreglarla, y que le pagará $ 100 por día.

Para Mallory, quien no está acostumbrada a conseguir dinero por nada, parece un buen negocio. Ella acepta, y Doug teléfonea a Lois para decirle que no volverá a casa. Los días pasan, Doug y Mallory parecen llevar un tipo no convencional de la vida doméstica.
Mientras tanto, de vuelta a casa, Lois se da cuenta de que tendrá que actuar con rapidez con el fin de salvar su matrimonio, incluso si eso significa aventurarse fuera de su zona de confort por primera vez en casi una década. La mayoría de los días ni siquiera puede acercarse al buzón, pero después de un par de intentos, Lois se las arregla para poner en marcha su coche y seguir la autopista hacia el sur. Cuando Lois llega a Luisiana y descubre que su marido está viviendo con una mal hablada estríper menor de edad, ella se siente, en primer momento, horrorizada. Sin embargo, rápidamente Lois se conmueve de Mallory debido en parte a sus similitudes con Emily. En poco tiempo, Lois también se ha asentado y la familia toma una forma de tres poco convencional. Sin embargo, cuando Lois intenta dirigir a Mallory y sacarla del camino de la autodestrucción y de la prostitución, Mallory es detenida tras un altercado con un cliente, por lo que Doug y Lois se apresuran a estar a su lado. Sin embargo, poco después de sacarla de apuros ella se escapa. Doug y Lois dan cuenta de que no pueden utilizar a Mallory como un sustituto de su hija y deciden volver a Indianápolis. 
Poco después de regresar y establecerse de nuevo en casa, Doug recibe una llamada telefónica de Mallory desde Houston. Ella anuncia sus planes de mudarse a Las Vegas, justo antes de subir al autobús. Doug aclara que ella siempre será apoyada por ellos (su familia ficticia), y si sentía alguna necesidad solo tenía que venir. Doug y Lois finalmente comienzan a volver a comprometerse con el mundo.

## Personajes
- James Gandolfini como Doug Riley, un hombre solitario que decide ayudar a Mallory.
- Kristen Stewart como Allison / Mallory, una niña con problemas en la adolescencia y estríper.[3]
- Melissa Leo como Lois Riley, esposa de Doug.
- Eisa Davis como Vivian.
- David Jensen como Ed.
- Kathy Lamkin como Charlene.
- Joe Chrest como Jerry.
- Ally Sheedy como Harriet, la hermana de Lois.

## Producción
El rodaje tuvo lugar en Nueva Orleans a finales del otoño de 2008.